# Josef Kölblinger
Josef Kölblinger (* 6. April 1912 in Innsbruck; † 26. Februar 1993 ebenda) war ein österreichischer Goldschmied und Medailleur.

## Leben
Josef Kölblinger wurde als Sohn des gleichnamigen Gold- und Silberschmieds in Innsbruck geboren und erlernte ebendieses Handwerk im väterlichen Betrieb. Anschließend studierte er in München an der Akademie für Angewandte Kunst und an der Wiener Kunsthochschule. Sein Hauptwerk stellen Arbeiten sakraler Kunst sowie Münzen und Medaillen dar.
Kölblinger war außerdem zwölf Jahre Präsident der Tiroler Künstlerschaft.

## Werke (Auswahl)

Wertseite der 50-Groschen-Münze 1959–2001

- Bildseite der 5-Schilling-Münze 1960–2001
- Wertseite der 50-Groschen-Münze 1959–2001
- die Medaille für treue Mitarbeit der Kammer der Gewerblichen Wirtschaft für Tirol
- einige weitere Medaillen, darunter Olympiamedaillen
- Tabernakel in der Spitalskirche in Innsbruck, in Klagenfurt und Bad Schallerbach
- Altarkreuz in der Landhauskapelle in Innsbruck
- Tiroler Adler auf den Verdienstmedaillen des Landes Tirol

## Auszeichnungen
- Berufstitel Professor (1963)